# 将校及び紳士に相応しくない行為
将校及び紳士に相応しくない行為（しょうこうおよびしんしにふさわしくないこうい、Conduct unbecoming an officer and a gentleman）、しばしば略して相応しくない行為（不品行行為、conduct unbecoming）とは、一部の国の軍法において定められている犯罪である。将校（士官）を対象とし、この中には士官候補生が含まれる場合もあり、軍人としては厳罰にあたる不名誉除隊に処される場合もある。

## イギリスの事例
このフレーズは、18世紀から19世紀初頭にかけてイギリス軍の軍法会議において罪状として用いられたが、条文で特定の犯罪行為として定義されていたわけでもなかった。例えば、1813年に軍法会議に掛けられたサー・ジェイ・イーマー大佐（Colonel Sir J Eamer）の事例では、「同連隊に所属するB・V・サイムズ大尉（Captain B V Symes）に対し、将校や紳士としてあるまじき、疚しく恥ずべき行為（scandalous, infamous manner）を働いたため」とされていた。
その後、1860年8月10日に制定された英国海軍規律法で初めて成文化されたようであり、そこには以下のように書かれていた。

## アメリカの事例
アメリカ軍においては、合衆国法典第10編中の米国軍法典（UCMJ）の懲罰規定第133条（10 U.S. Code §933 - Art.133）で定義されている。
構成要件として、
1. 被告人がある行為をした、またはしなかった（不作為）こと
2. 特定状況下においてこれら行為または不作為が、将校及び紳士にふさわしくない行為であること

ここでいう将校（士官）とは、性別に関係なく、広く将校や士官候補生が含まれると解されており、そのためにより一般的な「ふさわしくない行為（conduct unbecoming）」という言葉が用いられている。紳士は、不誠実な行為、下品な態度、違法行為、不当な取引、非礼な言動、不正行為、残虐行為を避ける義務があるとされている。
チェルミス・ロープウェイ切断事件では機体に搭載されていたビデオカメラのテープを破棄したことが、軍法会議で司法妨害とみなされ、将校及び紳士に相応しくない行為により、被告人が不名誉除隊となった。